# Acrocercops pentacycla
Acrocercops pentacycla är en fjärilsart som beskrevs av Edward Meyrick 1934. Acrocercops pentacycla ingår i släktet Acrocercops och familjen styltmalar. Inga underarter finns listade i Catalogue of Life.